# Maja Bodin
Maja Bodin, född 15 september 2001, är en svensk fotbollsspelare som spelar för Växjö DFF.

## Karriär
Bodin gjorde tre mål på åtta matcher för Nättraby GoIF i Division 1 2015. Säsongen 2016 gjorde hon sex mål på 10 matcher i Division 2. Säsongen 2017 gjorde Bodin fem mål på åtta matcher.
I juli 2017 gick hon till Kristianstads DFF. Bodin debuterade i Damallsvenskan den 3 september 2017 i en 2–1-förlust mot Piteå IF, där hon blev inbytt i den 65:e minuten mot Tine Schryvers. Under säsongen 2019 var Bodin delvis utlånad till samarbetsklubben Asarums IF.
Inför säsongen 2023 gick Bodin till KIF Örebro, där hon skrev på ett tvåårskontrakt. Inför säsongen 2025 gick Bodin till Växjö DFF, där hon skrev på ett tvåårskontrakt.